# アメリカ言語学会
アメリカ言語学会（アメリカげんごがっかい、英語: Linguistic Society of America、略称LSA）は、アメリカ合衆国で1924年に創立された、言語学の学術団体。現在の本部はワシントンD.C.にある。

## 概要
アメリカ言語学会は言語研究と教育のための学術団体であり、1924年12月28日にレナード・ブルームフィールド、ジョージ・メルヴィル・ボリング、エドガー・ハワード・スターティヴァントを中心として設立された。ヘルマン・コルリッツを初代会長とし、年ごとに会長が変わる。
1925年から機関誌『Language』を発行している（季刊）。
1928年から夏季に言語研修会(Linguistic Institute)を開いている（現在は隔年）。